# Pass'Aran
Pass'Aran és una travessa circular de muntanya que enllaça cinc refugis i transcorre íntegrament per terres occitanes, més concretament per la Vall d'Aran i la vall de Coserans. L'itinerari consta de 64 km de distància i salva un desnivell positiu de 5.155 m i un desnivell acumulat de 10.205 m, bo i travessant quatre ports de muntanya que sobrepassen els 2.400 m d'altitud.

## Refugis
- Refugi Amics de Montgarri, (1.657m, 50 places)
- Refugi des Estagnous, (2.246m, 70 places)
- Gîte d'Étape Masion du Valier, (933m, 40 places)
- Gîte d'Étape d'Eylie, (1.000m, 20 places)
- Refugi d'Ariang, (1.965m, 52 places)